# 蘭茲 (伊利諾伊州)
蘭茲（英語：Landes）是位於美國伊利諾伊州克勞福德縣的一個非建制地區。該地的面積和人口皆未知。

## 地理
蘭茲的座標為39°51′53″N 87°53′21″W / 39.86472°N 87.88917°W，而該地的平均海拔高度為141米（即463英尺）。